# Joan Maragall
Pour les articles homonymes, voir Maragall.
Joan Maragall i Gorina, né le 10 octobre 1860 à Barcelone et mort le 20 décembre 1911 dans cette même ville, est un poète espagnol de langue catalane.

## Biographie
Joan Maragall est né à Barcelone au sein d'une famille bourgeoise catalane ; fils d'un entrepreneur de l'industrie textile. Il a étudié le droit et n'a pas continué l'affaire familiale, se consacrant plutôt au journalisme et la poésie. Il a aussi travaillé comme traducteur de classiques de la littérature allemande. 
Avocat de profession, il a été une figure des cercles littéraires et culturels barcelonais de son époque ("Modernisme catalan"). Maragall a maintenu une attitude critique devant la réalité espagnole et il a défendu l'ouverture de la Catalogne à l'Europe et la diffusion d'un catalanisme culturel.
Il est l'auteur du célèbre poème Cant de la senyera (Chant du drapeau), mis en musique pour chœur mixte et composé expressément comme hymne de l'Orféo Català. Cette œuvre est interprétée pour la première fois à Montserrat en 1896 lors d'une cérémonie de bénédiction du drapeau catalan. Elle sera utilisée de facto comme hymne national catalan à l'égal d'Els Segadors (Les Moissonneurs), jusqu'à ce qu'en 1993 ce second hymne reçoive officiellement le statut d'hymne national.
Joan Maragall repose au cimetière de Sant Gervasi, à Barcelone.

## Descendance
Deux de ses petits-fils se sont consacrés à la politique dans le PSC : Pasqual Maragall et Ernest Maragall. 
Le premier a été maire de Barcelone (1982-1997) et président de la Généralité de Catalogne (2003-2006), alors que le second a été conseiller en éducation pour la Généralité de Catalogne (2006-2010). Un de ses fils, Jordi Maragall, a été sénateur pour le même parti.